# Hannes Irengård
Hannes Viktor Hugo Irengård, född 12 februari 1982 i Malmö, är en svensk musiker, gitarrist, sångare och kompositör. Han är grundare av den svenska rockbandet Royal Republic.

## Biografi
Hannes Irengård har studerat på Musikhögskolan i Malmö. År 2007 han bildade tillsammans med tre studiekamrater – sångaren Adam Grahn, basisten Jonas Almén och trummisen Per Andreasson – rockbandet Royal Republic. Med Royal Republic han gett ut fyra studioalbum: Under 2010 debutalbumet We Are The Royal, under 2012 Save The Nation, under 2014 Royal Republic and the Nosebreakers, under 2016 Weekend Man och under 2019 Club Majesty. Rockbandet spelar på festivaler och klubbar i Europa och USA, till exempel Rock am Ring, Rock im Park och Highfield-Festivalen. Bandet Royal Republic har kontrakt med  Vertigo /  Universal Music.

## Diskografi
En detaljerad diskografi finns i artikeln Royal Republic.